# Campoletis excavata
Campoletis excavata là một loài tò vò trong họ Ichneumonidae.